# František Ladislav Rieger

F. L. Rieger, Lithographie von Eduard Kaiser, 1861

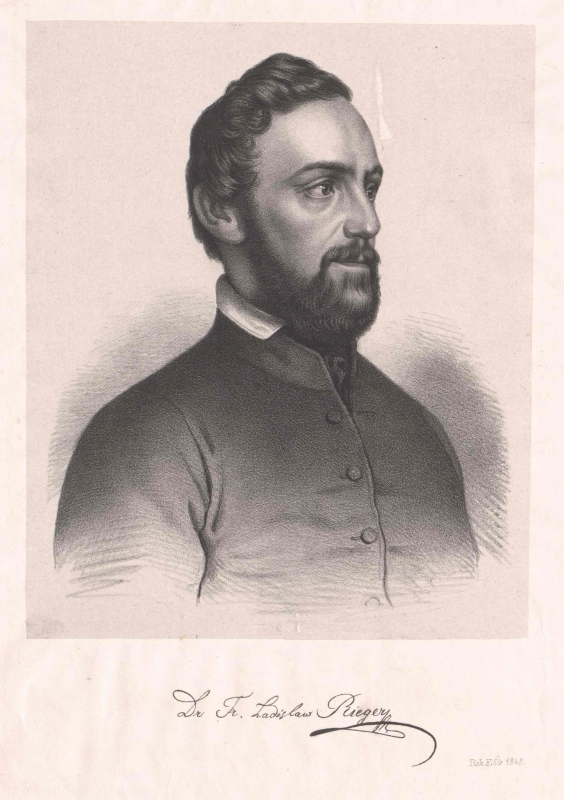
Porträt eines unbekannten Zeichners von 1848

František Ladislav Rieger (seit 1897 František Ladislav Freiherr von Rieger) (* 10. Dezember 1818 in Semil, Bunzlauer Kreis; † 3. März 1903 in Prag) war ein böhmischer, k. k. österreichischer Publizist und Politiker.

## Leben
Rieger war der Sohn des Müllers Václav Rieger (1776–1841) aus Semily im nördlichen Böhmen und seiner Ehefrau Theresie Barbara Riegerová, geb. Wagenknecht (1795–1869). Nach Ausbildung (u. a. am Clementinum in Prag) und Matura heiratete er 1853 Marie, die Tochter des Historikers František Palacký (1798–1876). Der Ehe entstammten die Töchter Marie (1854–1895) und Libussa (1860–1930) sowie der Sohn Bohuslav (1857–1907).
Rieger studierte Rechtswissenschaften an der Universität Prag, promovierte 1847 dort zum Doktor der Rechtswissenschaften, war danach vorübergehend im Gerichtsdienst mit gleichzeitigen publizistischen und politischen Aktivitäten. Im Revolutionsjahr 1848 war er Mitglied im Nationalausschuss in Prag, Teilnehmer des Slawenkongresses und Abgeordneter des Kremsierer Reichstag. Rieger war Anhänger einer föderativen Umgestaltung der Habsburgermonarchie, in jungen Jahren auch Schriftsteller und Publizist in tschechischer Sprache.
Während eines volkswirtschaftlichen Studium 1849 in Paris und 1850 bis 1851 bei einem längeren Aufenthalt in London profilierte sich Rieger als politischer Vertreter des tschechischen Volkes im westlichen Ausland. Nach Prag zurückgekehrt, war er 1851 bis 1860 politischen Schikanen ausgesetzt, trat aber in den 1860er-Jahren wieder als einer der einflussreichen tschechischen Politiker hervor. Im sogenannten Riegerschen Manifest formulierte er 1868 den böhmischen staatsrechtlichen Standpunkt und wurde nach dem Tod seines Schwiegervaters František Palacký im Jahr 1876 eine der führenden Persönlichkeit der 1860 gegründeten Alttschechischen Partei. Er war 1861 bis 1871 und 1878 bis 1895 Abgeordneter des Böhmischen Landtags, 1861 bis 1863 Reichsratsabgeordneter und seit 1897 Mitglied des Herrenhauses. Nach dem Scheitern des von ihm mitgetragenen Versuchs eines Böhmischen Ausgleichs zog er sich aus dem politischen Leben zurück. Er wurde u. a. 1897 mit dem Orden der Eisernen Krone 2. Klasse ausgezeichnet.
Rieger war Verfasser volkswirtschaftlicher Schriften, schrieb auf Französisch: Les Slaves d’Autriche et les Magyars (Paris 1861, 1906 nach seinem Tod im Jahr 1903 in tschechischer Sprache erschienen). 1859 gab er zusammen mit dem Buchhändler und Verlagsinhaber Ignaz Leopold Kober die tschechische Nationalenzyklopädie Slovník naučný heraus, die in zehn Bänden und einem Ergänzungsband erschienen ist und von Jakub Malý redigiert wurde. Als nach dem Oktoberdiplom im Jahr 1860 die endgültige Konstituierung der Alttschechischen Partei erfolgte, gehörten Rieger und František Palacký zum Führungsgremium. Rieger war auch einer der Verfasser der Böhmischen Deklaration.

## Werke (Auswahl)
- O statcích a pracích nehmotných 1850
- Průmysl a postup výroby jeho 1860
- Mitarbeit am Slovník naučný, 1860–1874
- Les Slaves d’Austriche et les Magyars. 1861 französisch; Rakouští Slované a Maďaři, tschechisch 1906
- Milostné dopisy F. L. R. a Marie Palacké, 1932